# Иринга (область)
Иринга (англ. Iringa) — одна из 30 областей Танзании. Имеет площадь 58 936 км², из которых 56 864 км² принадлежат к суше, по переписи 2012 года её население составило 941 238 человек. Административным центром области является город Иринга.

## География
Расположена на юге страны, имеет выход к озеру Ньяса, по которому граничит с Малави.

## Административное деление
Область подразделяется на 4 округа:
- Иринга-город
- Иринга-село
- Килоло
- Муфинди